# Walter Meyer (wioślarz)
Walter Friedrich Meyer (ur. 14 września 1904 w Tangermünde, zm. 5 grudnia 1949 w Buchenwaldzie) – niemiecki wioślarz, złoty medalista olimpijski.
Wystąpił na igrzyskach olimpijskich w Los Angeles w 1932, gdzie Niemcy w składzie: Hans Eller, Horst Hoeck, Walter Meyer, Joachim Spremberg i Carlheinz Neumann (sternik) zdobyli złoty medal w czwórkach ze sternikiem. W finale o 0,2 sekundy wyprzedzili Włochów i o ponad 7 sekund Polaków. Był to jego jedyny start olimpijski.
Po zakończeniu II wojny światowej, jako znany członek NSDAP został aresztowany przez wojsko radzieckie i osadzony w byłym obozie koncentracyjnym Buchenwald (KL). Tam zmarł w 1949 z powodu gruźlicy.